# جون غيورين
جون غيورين (بالإنجليزية: John Guerin)‏ هو موسيقي أمريكي، ولد في 31 أكتوبر 1939 في هاواي في الولايات المتحدة، وتوفي في 5 يناير 2004 في West Hills, Los Angeles ‏ في الولايات المتحدة.

## وصلات خارجية
- جون غيورين على موقع ميوزك برينز (الإنجليزية)
- جون غيورين على موقع أول ميوزيك (الإنجليزية)
- جون غيورين على موقع ديسكوغز (الإنجليزية)